# برنامج الأسلحة البيولوجية العراقية

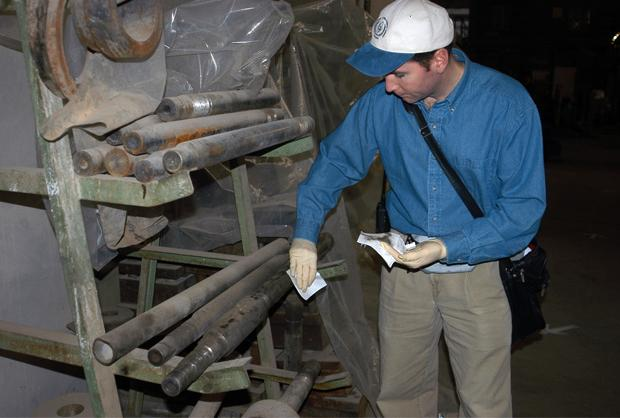
مفتش أسلحة تابع للأمم المتحدة في العراق عام 2002.

بدأ صدام حسين (1937-2006) برنامجًا واسع النطاق للأسلحة البيولوجية في العراق في أوائل الثمانينيات، على الرغم من توقيعه على اتفاقية الأسلحة البيولوجية (BWC) لعام 1972، فإنه لم يجر التصديق عليه حتى عام 1991. تفاصيل برنامج الأسلحة البيولوجية -إلى جانب برنامج الأسلحة الكيماوية - ظهر فقط في أعقاب حرب الخليج (1990-1991) بعد التحقيقات التي أجرتها لجنة الأمم المتحدة الخاصة (UNSCOM)، التي كلفت بنزع السلاح عن عراق صدام بعد الحرب.
بحلول نهاية الحرب، كان علماء البرنامج قد حققوا في إمكانات الأسلحة البيولوجية لخمس سلالات بكتيرية، وسلالة فطرية واحدة، وخمسة أنواع من الفيروسات، وأربعة سموم. من بين هؤلاء، ثلاثة: (الجمرة الخبيثة، والبوتولينوم، والأفلاتوكسين)، نقلوها إلى سلاح لنشرها. وبسبب برنامج نزع السلاح التابع للأمم المتحدة الذي أعقب الحرب، يُعرف اليوم الكثير عن برنامج الأسلحة البيولوجية الذي كان سريًا في العراق أكثر من أي دولة أخرى.
نتيجة لذلك، لم يعد البرنامج موجودًا عندما جرى استخدامه بنحو خاطئ جزءًا من الدعاية الأمريكية الملفقة لتبرير غزو العراق عام 2003 وحرب العراق اللاحقة.

## البرنامج
بدء التشغيل والموردين الأجانب في أوائل الثمانينيات، زودت خمس شركات ألمانية العراق بمعدات لتصنيع توكسين البوتولين والسموم الفطرية. وطلبت أيضًا المؤسسة العامة لإنتاج المبيدات في العراق (SEPP) وسائط الاستزراع والحاضنات من تجارة هندسة المياه الألمانية. وساعدت سلالات من المواد البيولوجية ذات الاستخدام المزدوج من فرنسا على تقدم برنامج الحرب البيولوجي العراقي. من الولايات المتحدة، قامت مجموعة American Type Culture Collection غير الهادفة للربح والمراكز الأمريكية لمكافحة الأمراض، ببيع أو إرسال عينات بيولوجية إلى العراق حتى عام 1989، التي ادعى العراق أنها بحاجة إلى أبحاث طبية. تضمنت هذه المواد الجمرة الخبيثة وفيروس غرب النيل، وكذلك البروسيلا ميليتنسيس والمطثية الحاطمة. جرى استخدام بعض هذه المواد في برنامج أبحاث الأسلحة البيولوجية في العراق، بينما استُخدم بعضها الآخر في تطوير اللقاحات. في تسليم هذه المواد «كان مركز السيطرة على الأمراض ملتزمًا بإرشادات منظمة الصحة العالمية التي شجعت التبادل الحر للعينات البيولوجية بين الباحثين الطبيين...»، ووفقًا ل توماس بي موناث، مدير مختبر CDC، قال لقد كان طلبًا «كنا ملزمين بالوفاء به»، كما هو موصوف في معاهدات منظمة الصحة العالمية والأمم المتحدة.

## المرافق والوكلاء والإنتاج
تضمنت مرافق الأسلحة البيولوجية في العراق مركز أبحاث الحرب البيولوجية الرئيسي في سليمان بيك (جنوب بغداد مباشرة)، والمرفق الرئيسي لإنتاج الأسلحة البيولوجية في الحكم (مصنع إنتاج البروتين وحيد الخلية)، وموقع أبحاث الحرب البيولوجية الفيروسية في المنال (مركز أمراض الحمى القلاعية).
بدأت منشأة الحكم في الإنتاج الضخم لجمرة الأنثراكس المستخدمة في صنع الأسلحة في عام 1989، وأنتجت في النهاية 8000 لتر أو أكثر (الرقم 8000 لتر يعتمد على الكميات المعلنة). أقر العراق رسميًا أنه عمل مع عدة أنواع من مسببات الأمراض البكتيرية، متضمنةً عصيات الجمرة الخبيثة، وكلوستريديوم بوتولينوم، كلوستريديوم بيرفرنجنز ( الغرغرينا الغازية)، والعديد من الفيروسات (متضمنةً الفيروس المعوي 17 [التهاب الملتحمة البشري]، والفيروس العجلي، وجدري الجمال). قام البرنامج أيضًا بتنقية السموم البيولوجية، مثل توكسين البوتولينوم والريسين والأفلاتوكسين. بعد عام 1995، علم أن العراق قد أنتج، إجمالًا، 19000 لتر من توكسين البوتولينوم المركز (نحو 10000 لتر مملوءة في الذخائر)، و8.500 لتر من الجمرة الخبيثة المركزة (6500 لتر مملوءة في الذخائر)، و2200 لتر من الأفلاتوكسين (1580 لترًا مملوءة في الذخائر). في المجموع، أنتج البرنامج نصف مليون لتر من العوامل البيولوجية.

## التجريب البشري
خلال عمليات التفتيش التي أجرتها الأمم المتحدة في عام 1998، تبين أن صدام كان لديه سجناء مقيدون بأوتاد، وقد قصفهم بالجمرة الخبيثة، والأسلحة الكيماوية لأغراض تجريبية. بدأت هذه التجارب في الثمانينيات خلال الحرب العراقية الإيرانية بعد تجارب أولية على الأغنام والجمال. ويعتقد أن عشرات السجناء لقوا حتفهم في معاناة في أثناء البرنامج. وبحسب مقال نشرته صحيفة لندن sunday times، في إحدى الحوادث، قيل إن أسرى الحرب الإيرانيين قد جرى تقييدهم وقتلهم بوساطة بكتيريا من قذيفة انفجرت في مكان قريب. وتعرض آخرون لرذاذ الجمرة الخبيثة الذي جرى رشه في الغرفة، بينما كان الأطباء يراقبون وراء حاجز زجاجي، وجرى تحديد اثنين من العلماء المدربين في بريطانيا بوصفهما شخصيتين قياديتين في البرنامج. وفقًا لمصادر المخابرات العسكرية الإسرائيلية، نُقل 10 أسرى حرب إيرانيين إلى موقع بالقرب من حدود العراق مع المملكة العربية السعودية. جرى ضربهم على أعمدة، وتركوا عاجزين عندما انفجرت قنبلة الجمرة الخبيثة بجهاز التحكم عن بعد على بعد 15 ياردة، ومات الجميع بنحو مؤلم من نزيف داخلي. وفي تجربة أخرى، جرى تقييد 15 سجينًا كرديًا في حقل بينما سقطت عليهم قذائف تحتوي على فيروس جدري الإبل، وهو فيروس خفيف. كانت النتائج أبطأ، ولكن جرى الحكم على الاختبار بنجاح؛ مرض السجناء في غضون أسبوع. وتقول مصادر عراقية إن بعض أقسى الأبحاث أجريت في منشأة تحت الأرض بالقرب من سليمان بيك، جنوب غرب بغداد. وتفيد المصادر هنا أن التجارب على العوامل البيولوجية والكيميائية أجريت أولًا على الكلاب والقطط، ثم على السجناء الإيرانيين. جرى تأمين السجناء على سرير في غرفة بنيت لهذا الغرض، إذ جرى رش العناصر المميتة، متضمنة الجمرة الخبيثة، من جهاز عالي السرعة مثبت في السقف. شاهد الباحثون الطبيون النتائج عبر الزجاج المقوى. ولم تكن تفاصيل التجارب معروفة إلا لصدام والدائرة المقربة من كبار المسؤولين الحكوميين والعلماء العراقيين المتعلمين في الغرب.

## أسلحة بيولوجية
وصف مفتشو الأمم المتحدة العالم العراقي ناصر الهنداوي بأنه «أبو برنامج الأسلحة البيولوجية العراقي». درس اثنان من الباحثين الرائدين في البرنامج في بريطانيا. وتلقت رحاب الطه، تعليمها في جامعة إيست أنجليا، وكانت رئيسة معهد البحث والتطوير العسكري العراقي. حصل عالم آخر على درجة الدكتوراه في البيولوجيا الجزيئية من جامعة إدنبرة. زعم المسؤولون الأمريكيون أن عالمة ثالثة (هدى صالح مهدي عماش، التي جرى تدريبها في جامعة ميسوري) ساعدت على إعادة بناء برنامج الأسلحة البيولوجية العراقي في منتصف التسعينيات بعد حرب الخليج. ألقت القوات الأمريكية القبض على كل من رحاب الطه وهدى عماش بعد غزو العراق عام 2003، ولكن جرى إطلاق سراحهما في عام 2005، بعد أن كانا من بين أعضاء مجلس إدارة أمريكي عراقي، تبين أنهما لم تعودا تشكلان تهديدات أمنية، لذا لم تُوجه أية اتهامات إليهما.